# Tyúkfajták listája
Az ismertebb tyúkfajták a következők:
| Ábécé szerinti tartalomjegyzék                                                                           |
| --- |
| A, Á B C Cs D Dz Dzs E, É F G Gy H I, Í J K L Ly M N Ny O, Ó Ö, Ő P Q R S Sz T Ty U, Ú Ü, Ű V W X Y Z Zs |

## A
- Amrock
- Andalúziai
- Araucana
- Antwerpeni szakállas
- Appenzelleri szakállas
- Appenzelleri hegyesbóbitás
- Ardenneki
- Assendelfi
- Augsburgi
- Australorp
- Asil
- Ancona
- Ayam Cemani
- AVICOLOR

## B
- Barnevelder
- Bassette
- Bagolyszakállas
- Belga törpe
- Belga harcos
- Bergiai kukorékoló
- Bielefelder
- Brabanti (syn. Brabanconne)
- Brahma
- Brakel
- Bresse-i tyúk
- Brédai tyúk
- Bóbitás antwerpeni szakállas

## C
- Chabó
- Cochin
- Crèvecœur
- Croad Langshan
- Ceyloni tyúk
- Cubalaya

## D
- Dominikai tyúk
- Dorking
- Drezdai tyúk

## E
- Erdélyi kopasznyakú tyúk
- Eikenburger
- Észak Francia viador

## F
- Famennoise
- Fríz
- Főnix
- FARM
- FARM COLOR

## G
- Gróningen Mőv

## H
- Hamburgi
- Holland bóbitás
- Holland szakállas
- Houdán
- Herve
- Hrvatica (Horvát tyúk)
- Hint horoz
- Hubbard Flex

## I
- Itáliai
- Indiai törpeviador
- Indiai viador

## J
- Jersey óriás

## K
- Kaultyúk
- Krüper
- Katalán
- Ko shamo
- Kraienköppe viador
- Kinpa
- krédli

## L
- La Flèche
- Lakenfelder
- Lamona
- Langschan
- Leghorn
- Lincolnshire sárga

## M
- Magyar tyúk
- Madras
- Marans
- Mechelner
- Minorka
- Minohiki
- Malinéz
- Maláj harcos
- Modern angol viador
- MASTER GRIS

## N
- New Hampshire
- Német törpe
- Német birodalmi tyúk
- Német lazactyúk
- Német Langshan
- Nankin törpe
- Német lábtollas

## O
- Ohiki
- Okina-Chabó
- Onagadori
- Orloff
- Orpington
- Ósteier
- Olasz-fogoly

## P
- Pádovai tyúk
- Plymouth Rock
- Poszavinai búbos tyúk

## R
- Rhodeländer
- Reilander
- Ramelsloher
- Rhode island
- Rózsástarajú bantam
- ROSS-308
- REDBRO

## S
- Sebright
- Selyemtyúk
- Shamo
- Spanyol fehérarcú
- Sulmtaler
- Szumátrai
- Sussex
- Szultántyúk
- Szakállas lábtollas
- Szicíliai
- Satsumadori
- Szlovák oravka

## T
- Törpe cochin
- Törpe főnix
- Türingiai szakállas
- Totenko
- Tuzo harcos
- Tournaisis
- Törpe selyemtyúk
- Törpetyúk [forrás?]

## V
- Vorwerk
- Vörössapkástyúk

## W
- Welsumi
- Wyandotten
- Wasse törpe
- Westfáliai totléger

## Y
- Yokohama
- Yamato gunkei

## Z
Zerteniho